# 로건 헨더슨
로건 헨더슨(Logan Henderson, 1989년 9월 14일 ~ )은 미국의 싱어송라이터이자 배우로, 《빅 타임 러시》에서 로건 미첼 (Logan Mitchell) 역으로 잘 알려져 있다.